# Joseph S. Bradley

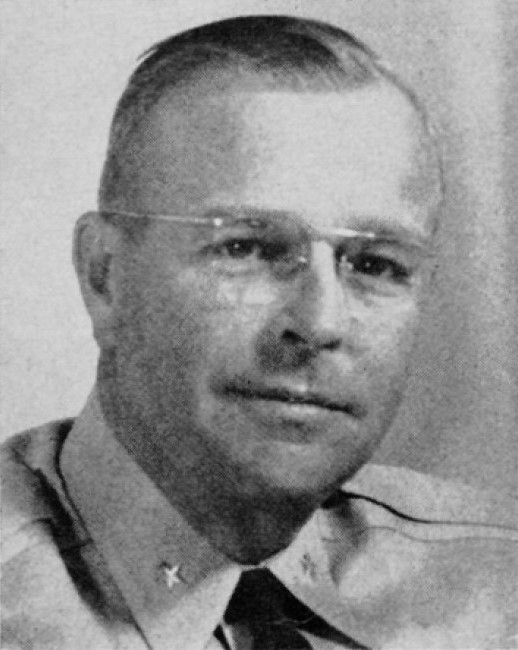
Joseph S. Bradley

Joseph Sladen Bradley (* 9. Juni 1900 in Vancouver, Clark County, Washington; † 17. Januar 1961 in Washington, D.C.) war ein Generalmajor der United States Army. Er war unter anderem Kommandeur der 25. Infanteriedivision.
Joseph Bradley war ein Sohn von John Jewsbury Bradley Sr. (1869–1948) und dessen Frau Caroline Louise Sladen (1869–1956). Im Jahr 1919 absolvierte er die United States Military Academy in West Point. Nach seiner Graduation wurde er als Leutnant in das Offizierskorps des Heeres aufgenommen. In der Armee durchlief er anschließend alle Offiziersränge vom Leutnant bis zum Zwei-Sterne-General.
In seinen jüngeren Jahren absolvierte er den für Offiziere in den niederen Rangstufen üblichen Dienst in verschiedenen Einheiten und Standorten. Dazu gehörten auch Aufgaben als Stabsoffizier in verschiedenen Hauptquartieren.
Zwischen September 1940 und April 1942 war Bradley als Dozent an der Infantry School School tätig. In diese Zeit fiel der amerikanische Eintritt in den Zweiten Weltkrieg. Im Jahr 1942 wurde er zur 32. Infanteriedivision versetzt, die damals in Neuguinea stationiert war. In dieser Division war er zunächst Leiter der Stabsabteilungen G3 (Operationen) und dann G4 (Logistik). Danach wurde er Stabschef der Division. Im Jahr 1943 übernahm er das Kommando über das der 32. Infanteriedivision unterstehende 126. Infanterieregiment, das ebenfalls im pazifischen Raum eingesetzt war und zwischenzeitlich in schwere Kämpfe mit hohen Verlusten verwickelt war. Dieses Kommando hatte Bradley bis Anfang März 1944 inne.
Zwischen März 1944 und September 1946 war Bradley Stabsoffizier im damaligen Kriegsministerium. Dort leitete er die für Ausbildung und Manöver zuständige Abteilung innerhalb der Stabsabteilung (G3) für Operationen (Chief of Training Group, G-3, War Department General Staff). Zwischen September 1946 und August 1948 kommandierte er das Base Command des Marina-Bonins Commands (MARBO) im pazifischen Raum. Danach war er bis 1950 Stabsoffizier bei der Infantry School.
Daran schloss sich eine Verwendung im Koreakrieg an, wo er bis Februar 1951 Stabsoffizier bei der 2. Infanteriedivision war. Danach kommandierte er zwischen Februar und Juli 1951 die 25. Infanteriedivision, die ebenfalls im Koreakrieg eingesetzt war.
Nach seiner Rückkehr in die Vereinigten Staaten war Bradley in den Jahren 1951 und 1952 Stabsoffizier beim Joint Chiefs of Staff (Deputy Director of Joint Staff for Strategic Plans, Joint Chiefs of Staff). Danach war er zwischen 1952 und 1955 Stabsoffizier beim United States European Command (Chief of Military Assistance Division, US European Command). Anschließend war er bis zum 31. Mai 1951 Militärberater des amerikanischen Botschafters in Deutschland. Dann ging er in den Ruhestand. Er starb am 17. Januar 1961 in Washington, D.C.

## Orden und Auszeichnungen
Joseph Bradley erhielt im Lauf seiner militärischen Laufbahn unter anderem folgende Auszeichnungen:
- Distinguished Service Cross
- Army Distinguished Service Medal
- Silver Star